# Едропетниста гърборога риба
Едропетнистите гърбороги риби (Balistoides conspicillum) са вид животни от семейство Балистови (Balistidae).
Те са незастрашен вид.
Таксонът е описан за пръв път от Маркус Елиезер Блох през 1801 година.